# Tout ce que vous avez toujours voulu savoir sur le sexe sans jamais oser le demander
Pour plus de détails, voir Fiche technique et Distribution.
Tout ce que vous avez toujours voulu savoir sur le sexe (sans jamais oser le demander) — Everything You Always Wanted to Know About Sex (But Were Afraid to Ask) — est un film américain de 1972 écrit et réalisé par Woody Allen inspiré par le livre du même nom.

## Synopsis
Le film est un film à sketch qui présente un par un des courts métrages introduits par une question à caractère sexuel.
Des aphrodisiaques permettent à un fou du roi (Woody Allen) de trouver la clé qui lui ouvrira les portes du cœur de la reine (Lynn Redgrave), avant de s'apercevoir que la clé de sa ceinture de chasteté lui serait tout de même plus utile.
Les actes contre nature ont un arrière goût « laineux » lorsqu'un bon docteur (Gene Wilder) tombe fou amoureux d'une brebis.
Comment un jeune marié peut-il vérifier si sa femme est frigide ?
Petit problème lors de la présentation de deux familles bientôt unies par le futur mariage de leurs enfants, lorsque le père de la promise s'habille des vêtements de la mère du promis...
Jack Barr vous permet de découvrir le fétichisme en 20 questions dans un jeu télévisé intitulé : Quelle est ma perversion?.
Un homme, « prodige sexuel », et une femme, journaliste de « globe », ont rendez-vous chez un savant faisant des expériences sur le sexe. Un téton gonflé de lait et de silicone s'échappe.
Le cerveau et le reste du corps humain, tel un centre de lancement spatial, lors d'un rendez-vous amoureux qui finit par se conclure.

### Parties
Le film se compose de plusieurs sketches :
1. Est-ce que les aphrodisiaques fonctionnent ?, dans lequel le fou du roi tente de séduire la reine.
2. Qu'est-ce que la sodomie ?, sketch qui traite en fait de la zoophilie. Avec Gene Wilder.
3. Est-ce que des femmes ont du mal à atteindre l'orgasme ?, hommage à Michelangelo Antonioni.
4. Est-ce que les travestis sont homosexuels ?
5. Quelle est ma perversion ?, mettant en scène une parodie de What's My Line?, un jeu télévisé américain.
6. Est-ce que les expériences scientifiques en matière de sexualité servent à quelque chose ?, avec John Carradine.
7. Qu'est-ce qui advient durant une éjaculation ?, avec Burt Reynolds.

## Fiche technique
- Titre français : Tout ce que vous avez toujours voulu savoir sur le sexe (sans jamais oser le demander)
- Titre original : Everything You Always Wanted to Know About Sex* (*But Were Afraid to Ask)
- Réalisation, scénario : Woody Allen
- Directeur de la photographie : David M. Walsh
- Distribution des rôles : Marvin Paige
- Décors : Dale Hennesy
  - Décors de plateau : Marvin March
- Maquillage : Paul Stanhope Jr.
- Musique : Mundell Lowe
- Montage : Eric Albertson
- Producteurs : Charles H. Joffe, Jack Rollins
  - Producteurs exécutifs : Jack Brodsky, Elliott Gould
  - Producteur associé : Jack Grossberg
- Société de production : Rollins-Joffe Productions
- Distribution : United Artists
- Budget : 2 millions de $[1]
- Format : couleur et noir et blanc – 1,85:1 – 35mm — son monophonique
- Pays :  États-Unis
- Langues : anglais, italien
- Genre : comédie, film à sketches
- Durée : 87 minutes
- Dates de sortie : 
  -  États-Unis : 6 août 1972
  -  France : 30 mai 1973
- Classification : 
  - R aux États-Unis[n 1]
  - Tous Publics en France
- Affiche : Jouineau Bourduge (France)

## Distribution
- Woody Allen (V.F. : Bernard Murat) : Victor / Fabrizio / le bouffon / un spermatozoïde
- John Carradine (V.F. : Jean Martinelli) : docteur Bernardo
- Lou Jacobi (V.F. : Philippe Dumat) : Sam
- Louise Lasser : Gina
- Anthony Quayle (V.F. : William Sabatier) : le roi
- Tony Randall (V.F. : Francis Lax) : l'opérateur
- Lynn Redgrave (V.F. : Perrette Pradier) : la reine
- Gene Wilder (V.F. : Francis Lax) : docteur Ross
- Burt Reynolds (V.F. : Jacques Richard) : le standardiste
- Títos Vandís (V.F. : Henri Djanik) : Milos
- Ref Sanchez : Igor
- Jack Barry (V.F. : Jacques Thébault) : l'animateur TV
- Baruch Lumet : Rabbi Baumel
- Heather MacRae (V.F. : Béatrice Delfe) : Helen Lacey
- Stanley Adams : le chef d'équipe de l'estomac
- Jay Robinson : le prêtre

## Production

### Genèse
À l'origine, Tout ce que vous avez toujours voulu savoir sur le sexe sans jamais oser le demander est un livre éponyme (en) écrit par le docteur David Reuben (en), sorti en 1969, qui fut un succès de librairie. L'acteur Elliott Gould et le producteur Jack Brodsky ont été les premiers à mettre une option pour les droits du livre afin d'en faire une adaptation cinématographique, mais les droits furent finalement vendus à United Artists, une fois qu'ils eurent déterminé la difficulté d'adapter le texte.
Woody Allen s'est chargé de l'écriture, à l'origine avec Marshall Brickman. Allen a fait le film comme une forme de vengeance envers Reuben, qui, lors de la promotion du livre au Tonight Show Starring Johnny Carson, utilisa une réplique de Prends l'oseille et tire-toi, écrit, réalisé et interprété par Allen, pour répondre à une question de Carson : « le sexe est-il sale ? », ce qui offensa le réalisateur.
Le script est composé de sept sketches, qui sont les titres des sept chapitres du livre. Le script original était composé d'un sketch où un homme se masturbe aux temps bibliques, mais n'a pas été filmé.

### Tournage
Le tournage de Tout ce que vous avez toujours voulu savoir sur le sexe sans jamais oser le demander débuta en janvier 1972 en Californie et s'est achevé en mars 1972.

## Accueil
Le film a été un succès commercial lors de sa sortie en salles, rapportant 18 016 290 $ aux États-Unis et 1 737 735 entrées en France. En Espagne, le film totalise 1 096 408 entrées.
Il a reçu un accueil critique très favorable avec 89 % de critiques positives sur le site Rotten Tomatoes.